# Mécanisme à quatre barres

Mouvement guidé par un mécanisme à quatre barres, utilisé par exemple pour l'entraînement à griffe dans un projecteur de film 8 ou 16 mm.

Les essuie-glaces d'autocar sont montés sur un parallélogramme déformable.

Un mécanisme à quatre barres est un système composé de quatre corps rigides, en général articulés entre eux par des liaisons tournantes : rotules ou pivots. Dans leur forme la plus simple, les pièces sont des barres, les liaisons étant aux extrémités des barres ; une des barres peut être le bâti de la machine. Ce sont des systèmes de guidage permettant d'effectuer des mouvements parfois complexes.
Les exemples les plus connus sont le parallélogramme déformable, utilisé notamment pour les essuie-glaces d'autocars, et le pantographe.

## Mécanismes plans quadrilatéraux

Mécanismes plans quadrilatéraux.

Les mécanismes plans quadrilatéraux sont, comme leur nom l'indique, des quadrilatères ; les barres sont liées entre elles par des liaisons pivot.

### Parallélogramme déformable

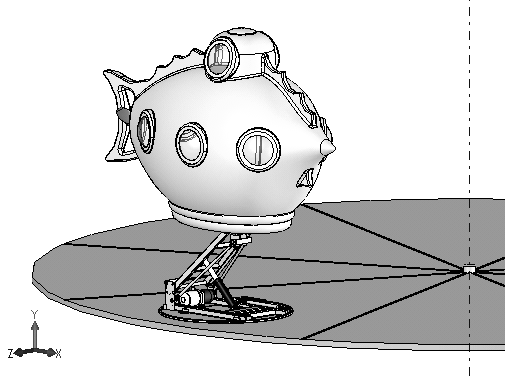
Le sujet de manège est guidé par un parallélogramme déformable.

Un parallélogramme déformable permet de réaliser un mouvement de translation circulaire ; cela permet de conserver l'orientation d'un objet manipulé. Par exemple, dans le cas d'un élévateur de manège, il est important, pour éviter la chute de l'enfant, que le sujet reste horizontal.

### Système manivelle-bielle-oscillateur

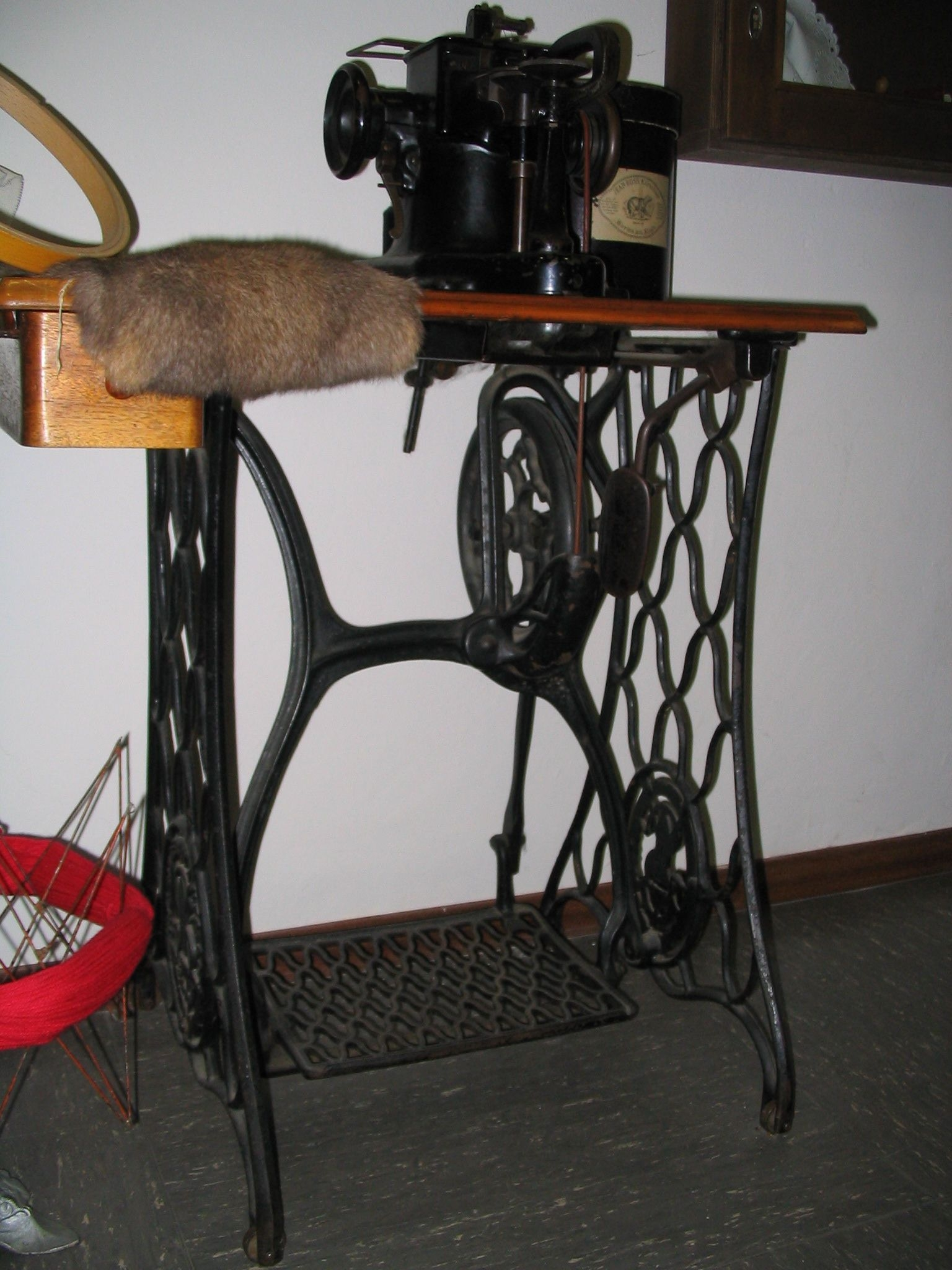
L'action sur la pédale (oscillateur) entraîne la machine à coudre via une manivelle.

Le système manivelle-bielle-oscillateur permet de transformer un mouvement alternatif en mouvement de rotation continu, et vice versa. C'est par exemple utilisé pour les anciennes machines à coudre : le mouvement d'oscillation de la pédale entraîne une manivelle en rotation. Ce mécanisme est également utilisé pour l'entraînement à griffe en projection cinématographique : un moteur entraîne une manivelle en rotation continue, et la griffe est portée par la bielle (l'oscillateur sert _ici à guider le mouvement).

### Pantographe

Principe du pantographe.

Un pantographe est un système permettant de faire une homothétie sur un mouvement. On peut ainsi amplifier ou réduire l'amplitude d'un mouvement.

### Parallélogramme de Watt

Suspension de train utilisant le principe du parallélogramme de Watt.

Le parallélogramme de Watt est un parallélogramme croisé. Il permet d'avoir un guidage pseudo-linéaire : dans l'exemple ci-contre, la trajectoire du centre de la roue par rapport au wagon suit une courbe en S qui est quasiment linéaire dans sa partie centrale.

### Cheval de Tchebychev

Cheval de Tchebychev.

Le cheval de Tchebychev est un autre mécanisme dont le but est d'effectuer un mouvement pseudo-linéaire.

## Système manivelle-bielle-piston
Si l'on remplace une liaison pivot par une liaison glissière, on obtient un système bielle-manivelle-piston.

## Mécanismes spatiaux

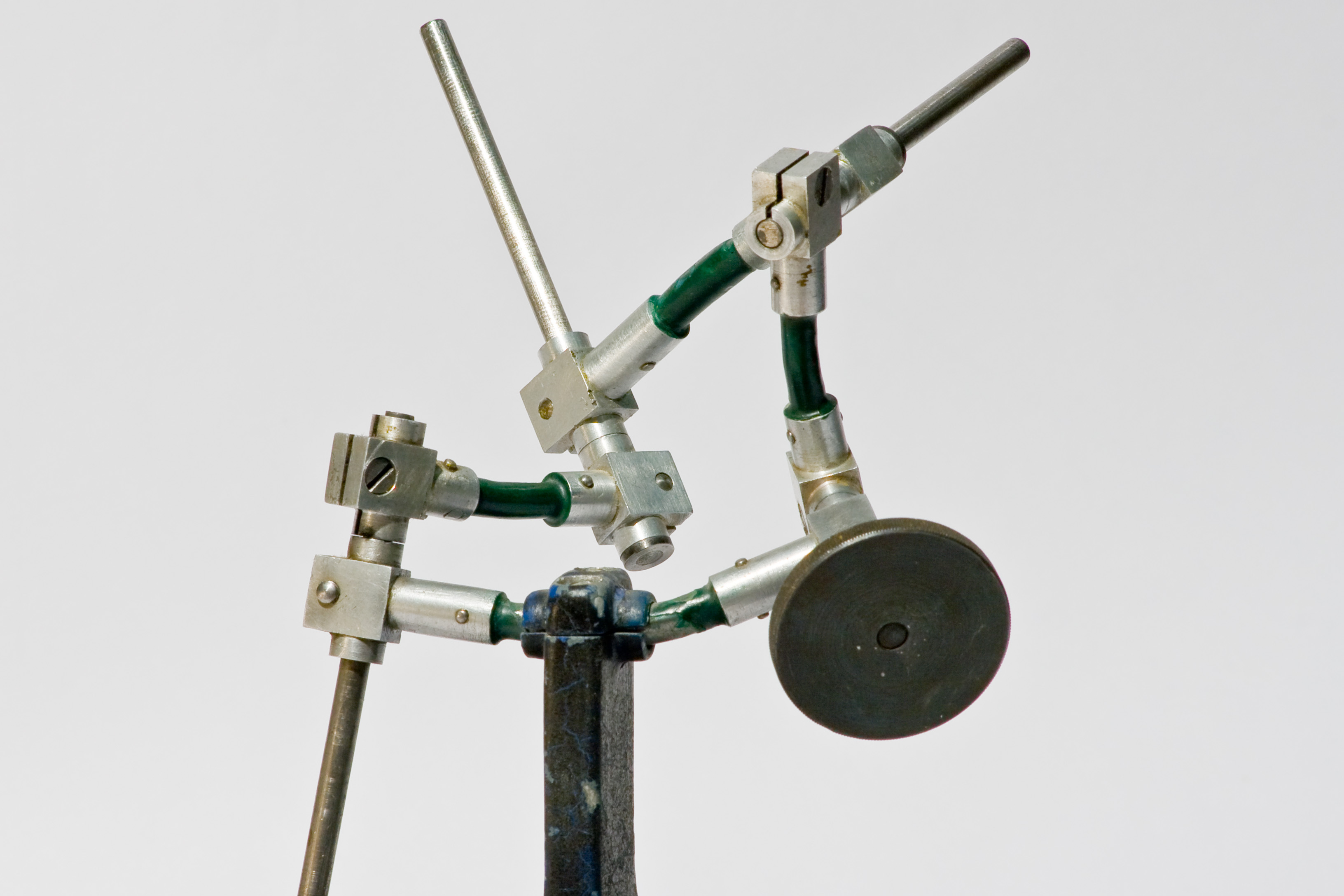
Mécanisme de Bennett.